# Пригоди бобра Педді
«Пригоди бобра Педді» (англ. The Adventures of Paddy the Beaver) — дитячий роман 1917 року, що був написаний Торнтоном Вальдом Берджессом та проілюстрований Гаррісоном Кеді.

## Сюжет
Педді переїжджає до Зеленого лісу, а Семмі Джей починає скаржитися, що він рубає дерева, але Семмі падає у воду і дізнається, що з цього нічого доброго не вийшло. Після цього Старий койот дізнається, що Педді в Зеленому лісі, і починає полювати на нього. Протягом трьох днів Педді перехитрує його. Одного разу він майже спіймав Педді, якби не Семмі Джейн, що підказав Педді залізти у воду. Після цього вони стають найкращими друзями.